# Canzone pagana
Canzone pagana (Pagan Love Song) è un film del 1950 diretto da Robert Alton.

## Trama
La bella Mimi Bennett è una ragazza nata e cresciuta nella paradisiaca Tahiti, la terra di sua madre. Ma Mimi, figlia di un americano, sogna di andarsene, per poter vivere negli Stati Uniti. Sull'isola arriva Hazard Endicott, un giovane insegnante dell'Ohio che vuole prendere in mano la piantagione di noci di cocco di suo zio. Finisce che i due giovani si innamorino.

## Produzione
Il film fu prodotto dalla Metro-Goldwyn-Mayer (MGM)

## Distribuzione
Distribuito dalla Metro-Goldwyn-Mayer (MGM), il film uscì nelle sale cinematografiche USA il 29 dicembre dopo una prima a New York tenuta il giorno di Natale, il 25 dicembre 1950.